# Военная историческая библиотека Генерального штаба
Информационный историко-научный центр — Военная историческая библиотека Генерального штаба Вооружённых Сил Российской Федерации — библиотека, которая существует с 1811 года и с 1829 года находится в здании Главного штаба в Санкт-Петербурге.

## История
3 ноября 1811 года российским императором Александром I по предложению первого начальника Главного штаба Русской армии генерал-фельдмаршала Петра Михайловича Волконского была основана библиотека Главного штаба Его Императорского Величества. В 1815 году начальником библиотеки стал А.И. Михайловский-Данилевский, который занимал эту должность до 1820 года. Он вел большую работу по пополнению фондов библиотеки. В 1814-1815 годах, находясь в Париже и Вене (на Венском конгрессе), он приобрел для библиотеки до 3 тыс. томов различных военных сочинений. Затем библиотека закупала большие партии книг и домашние библиотеки видных историков и военных писателей.
С 1874 года пользоваться книгами библиотеки могли офицеры не только Генерального штаба, но и всех родов войск и военно-учебных заведений.
К концу XIX века в библиотеке насчитывалось около 110 тыс. книг на разных языках.
4 февраля 1900 года в библиотеке произошёл пожар, при котором было уничтожено около 12 тыс. книг. Ущерб,  был столь большим, что восстановление помещений, разбор и реставрация пострадавшей литературы продолжались до 1911 года. 
После Октябрьской революции 1917 года библиотека была названа библиотекой аудитории военного дела при Петроградском окружном комиссариате по военным делам. Весной 1918 года при переезде Генерального штаба в Москву из библиотеки было вывезено более 90 тыс. экземпляров книг для создания военно-научной библиотеки Всероссийского главного штаба.
Затем библиотека получила название военной библиотеки штаба Ленинградского военного округа. Во время блокады Ленинграда благодаря самоотверженному труду заведующего библиотекой подполковника Н.Я. Сиротенко и сотрудницы библиотеки П.П. Почтарук библиотека ни на один день не прекращала своей работы и даже пополнилась новыми изданиями.
В октябре 1947 года из библиотеки были переданы в московскую военно-научную библиотеку ГШ ВС СССР 22 424 тома книг и в 1948 году — еще 2965 экземпляров книг по истории войн и военному искусству. В основном это были старые раритетные издания.
До 2013 года в фондах библиотеки могли работать только военнослужащие и гражданский персонал Министерства обороны, но в настоящее время записаться в библиотеку может любой желающий.

## Фонды
В библиотеке хранится литература по стратегии, оперативному искусству, тактике, истории войн и военному искусству с древнейших времен и до наших дней, вооружению и военной технике, в том числе рукописный Воинский устав Петра I от 29 октября 1719 года, собственноручно корректированный императором, реляции (журналы) боевых действий Русской армии в Отечественной войне 1812 года, книги из полковых библиотек Русской гвардии и многое другое. Всего в библиотеке хранится около 130 тыс. единиц хранения (книг, журналов и т.д.). Наиболее ценные издания оцифрованы и доступны в электронном виде с 2020 года на интернет-портале Минобороны России.